# Myloplus schomburgkii
Myloplus schomburgkii es una especie de pez de la familia Serrasalmidae en el orden de los Characiformes.

## Morfología
Los machos pueden llegar alcanzar los 25 cm de longitud total.

## Reproducción
Es ovíparo.

## acuario
debe ser mayor a los 100 litros ya que se necesitan 10 litros por ejemplar y además son gregarios deben esta en grupos mayores de  10 o 10 como mínimo,      al ser tropicales el acuario debe estar muy plantado, (se mantienen en el medio del acuario cerca del fondo).

## Hábitat
Vive en zonas de clima tropical entre 23 °C - 27 °C de temperatura.

## Distribución geográfica
Se encuentran en Sudamérica:  cuencas de los ríos  Amazonas y Orinoco.